# Hem (Hollande-Septentrionale)
Pour les articles homonymes, voir Hem.
Hem est un village situé dans la commune néerlandaise de Drechterland, dans la province de la Hollande-Septentrionale. En 2007, le village comptait 1 220 habitants.